# Aspley Guise
Aspley Guise è un villaggio e parrocchia civile dell'Inghilterra, appartenente alla contea del Bedfordshire.